# Historia de Apulia
La Historia de Apulia se refiere a los acontecimientos históricos relativos a Apulia, región de la Italia meridional.

## Período griego
La Yapigia (la antigua Apulia), poblada en origen por pueblos ilirios y griegos, comprendía antiguamente los territorios de la Apulia septentrional y central, y la Mesapia.
Los daunios desarrollaron una rica cultura peculiar, no privada sin embargo de contactos con otras poblaciones vecinas tanto griegas como aborígenes, no obstante mantienen una precisa "independencia" cultural.
Los peucetios, habitaban el territorio que ocupaba la parte central de Apulia, correspondiente más o menos a la actual Provincia de Bari. En este período la actual capital de Apulia no era una ciudad muy importante, a diferencia de las florecientes ciudades de Canosa, Bitonto, Norba e Trani.
La península de Salento, por los griegos antiguamente llamada Mesapia (esto es «Tierra entre dos mares»), era habitada por los Mesapios, población de origen ilirio o egeo. Las ciudades principales, hoy recordadas como dodecápolis mesápica por asimilación con la dodecápolis etrusca, eran en realidad al menos 13.
Capítulo aparte es Taras (actual Tarento), importantísimo puerto de la Magna Grecia, cuya fundación está datada tradicionalmente en 706 a. C., como consecuencia de la inmigración de algunos colonos espartanos en esta zona por necesidad de expansión o por cuestiones comerciales. Taras tenía importantes miras expansionistas, larga fue la rivalidad entre las poblaciones mesapias y tarentinas, narrada por Heródoto, cuando contó el exterminio de los ejércitos de tarentinos y reginos producido en el 473 a. C. por obra de la alianza estipulada entre mesapios y lucanos. En el siglo V a. C. Taras se alineó con la política de Esparta, y vivió el período de mayor florecimiento durante el gobierno de Arquitas, que significó el ápice del desarrollo y el reconocimiento de una superioridad política sobre las otras colonias de Italia meridional. Resale de aquel período la ocupación de la isla sobre la cual surgirá la futura Gallipoli: los tarentinos la convirtieron en una escala comercial. Del 343 a. C. al 338 a. C., los Tarentinos se enfrentaron con los mesapios, remediando una derrota que culminará con la muerte del rey de Esparta, Arquidamo III, en ayuda de la ciudad magno-griega.

## Período romano
Los romanos conquistaron la región en el curso de las guerras contra los samnitas y contra Pirro de Epiro entre el siglo IV y el siglo II a. C. Por todas las ciudades de Apulia se preparaba la conquista de los Romanos, concluida en torno al 260 a. C., los cuales prontamente se hicieron de la posición estratégica de la región que, con el puerto de Brindisi, representaba la vía para la conquista de los Balcanes y de Grecia. La actual Provincia de Foggia estaba caracterizada por la presencia de malaria.
Bari, una vez conquistada, fue calificada de "municipium cum suffragio", estatus que ofrecía la posibilidad de legislar y crear propias instituciones, pero dependiendo de hecho de Roma. La capital pudo crear una casa de moneda y realizó un panteón, dedicado a las  divinidades paganas.
En el siglo III a. C. Taras, orgullosa de su origen griego, buscó obstaculizar las miras expansionistas de Roma en Italia meridional y constituye una alianza con Pirro, Rey del Epiro y primo de Alejandro Magno. Los enfrentamientos entre Epiro y Roma comenzaron en 280 a. C., y fueron cada vez más duros y costosos en términos de vidas humanas. Con el retiro epirota determinado por la derrota en la Batalla de Benevento (275 a. C.), los Tarentinos llamaron entonces una flota cartaginesa para que los ayudase a liberarse del problema dejado por Pirro. Taras cae en poder de los Romanos en 272 a. C. Devenida dominio romano, la ciudad fue citada por numerosos autores clásicos como lugar de diversión de la juventud romana.
Brindisi, en torno al 240 a. C., viene elevada al rango de Municipium y a los brindisinos les fue reconocida la prestigiosa ciudadanía romana. La ciudad adriática deviene un puerto muy traficado por el Oriente y Grecia, en efecto, muchos romanos ilustres transitaron por Brindisi, camino a Grecia. Cicerón escribió las "Cartas Brindisinas" y Marco Pacuvio realizó algunas de sus tragedias; en Brindisi murió Virgilio, mientras volvía de un viaje a Grecia.
Con la conquista romana, producida entre el 269 a. C. y el 267 a. C., Lecce latinizó su nombre en Lupiae, pasando de statio militum (estación militar) a municipium (comunidad ciudadana afiliada a Roma) La ciudad conoce un período de notable magnificencia bajo la guía del emperador Marco Aurelio. El núcleo ciudadano se apostó 3 km al nordeste y toma el nombre de Licea o Litium. La nueva ciudad florece en la época de Adriano.
Fue en Apulia también donde la Historia romana registró uno de sus episodios más nefastos, al ser aniquiladas las legiones romanas por las fuerzas al mando del cartaginés Aníbal a orillas del río Olifantos (actual río Ofanto) el año 216 a. C. en la célebre batalla de Cannas.
Apulia se latinizó a tal punto de contribuir al nacimiento de la literatura latina con figuras como Livio Andrónico, Quinto Ennio y Marco Pacuvio .
El dominio romano favoreció la realización de importantes infraestructuras y obras públicas. Fue construida la vía Appia que, pasando de Tarento y Oria terminaba frente al puerto de Brindisi: el fin de la Regina Viarum está señalado todavía hoy por dos imponentes columnas. De Brindisi partía también la Vía Trajana.
La demostración de las diferencias presentes actualmente entre Apulia del norte y Apulia del sur, los Romanos distinguieron en la Regio II Apulia et Calabria tanto la Apulia como la Calabria (la actual Salento), siendo dos realidades contiguas y similares pero con las oportunas diferencias político-culturales. Apulia era el área habitada por las poblaciones de los Peucetios y los Daunios, mientras la Calabria era el área constituida por la Mesapia y por Tarento.

## Edad Media
Con la caída del Imperio Romano de Occidente, Tarento pasó después de tanto esplendor hacia un período de decadencia largo e inexorable, a causa también del desarrollo progresivo del puerto competidor de Brindisi. La población asistió más veces a avecinarse con los Bizantinos, los Godos y los Longobardos: Belisario la ocupó y la repobló, pero Totila con sus Godos la conquistó, creando una fuerte opresión. El general bizantino Narsés, sucesor de Belisario, derrotó a Totila y la rehízo griega. Después, en el 568 llegaron los Longobardos de Albaino y la conquistaron.
El Salento fue particularmente golpeado durante la Guerra Gótica, querida por el Emperador bizantino Justiniano para reconquistar las tierras occidentales otrora pertenecientes a Roma, pero también que bien pronto se afirmó la dominación oriental. En la primavera del 663 el Basileus Constante II Heraclio desembarcó en Tarento con una flota, y arrebató a los Longobardos la ciudad, Murge, Salento y Gargano. De regreso el Emperador en Constantinopla, los Longobardos retomaron la lucha, primero con el duque Grimaldo, y después con su hijo Garibaldo, que en el 686 reconquistó Tarento y Brindisi. En tanto, los Longobardos, si bien hoy no se conocen los modos ni los tiempos, conquistaron Apulia y el Bruttium septentrional con incursiones todavía más al sur. Brindisi fue destruida en el 674 por los Longobardos del Ducado de Benevento guiados por Romualdo, y en el siglo IX fue sede, en el sitio di Torre Guaceto, de un campo sarraceno. Recuperada luego por los bizantinos.
En la primera mitad del siglo VII, los longobardos estaban juntos poco más al sur del Ofanto. La ulterior avanzada hasta la Mesapia se produjo con Romualdo. La península de Salento devino una tierra de frontera entre Longobardos y Bizantinos. Estos últimos, en torno al siglo VII, fundaron el Ducado de Calabria, agregando la región del Bruttium (la actual Calabria) a las tierras que ya poseían en el Salento. Fue en esta ocasión que el nombre Calabria terminó por designar la actual región calabresa, mientras el Salento viene progresivamente conquistado por los Longobardos, que terminaron por tomar también la capital del ducado, Otranto.
En el 757, en el período en que Longobardos y Bizantinos estipularon la paz y se repartieron el territorio, la ciudad viene restituida al Imperio. En torno al año 700 iniciaron sus correrías los Bereberes, que duraron hasta el año 1000. El inicio del siglo IX fue caracterizado por las luchas internas que debilitaron el poder longobardo.
Bari fue conquistada en el 870 por los Bizantinos y deviene el mayor centro político, militar y comercial del Imperio Bizantino, en Italia. En el entretiempo los musulmanes logran asumir el control de Tarento, instituyendo un emirato que fue activo por cuarenta años. En el 871, y sucesivamente en el 875, Tarento acoge las tropas musulmanas destinadas al saqueo de Campania y Apulia. En el 880, el Emperador Basilio I el Macedonio, decidido a expulsar a los Sarracenos de Apulia, envió dos ejércitos guiados por los generales Procopio y León Apostuppes y una flota naval al comando del almirante Nasar: bloqueada la vía del mar por la flota griega, los musulmanes, al comando de Othman, fueron derrotados, y así Tarento fue sustraída a su dominio. Entre los primeros actos del gobierno griego del general Apostuppes estuvo la reducción a la esclavitud de los habitantes de origen latino o longobardo que se hayan convertido a las costumbres islámicas y la recepción de colonos griegos para repoblar la ciudad. Desde el 922 la ciudad jónica continuó sufriendo las incursiones sarracenas: el 15 de agosto de 927, los musulmanes guiados por el eslavo Sabir, la destruyeron definitivamente, infligiendo contra los ciudadanos y masacrándolos sin piedad, deportando como esclavos a África a todos los sobrevivientes. Pocos escaparon a la muerte.
En el 967, después de cuarenta años, el emperador bizantino Nicéforo II Focas, justamente considerado el segundo fundador de Tarento, cediendo a las reiteradas presiones de los sobrevivientes, se interesó por la ciudad decidiendo reconstruirla, haciendo así nacer el actual Burgo Antiguo. Los pescadores que habían emigrado, comenzaron a poblar la zona plana sobre el Mar Pequeño. El imperio oriental favoreció la inmigración de griegos, en particular en el sur de Salento, para repoblar una zona considerada estratégica. Los rastros de aquella antigua migración sobreviven todavía hoy en la isla lingüística de la Grecia Salentina, donde se habla una lengua directamente emparentada al idioma griego. En el 975 el catepán griego Zacarías derrota a los Sarracenos y mata a su jefe, Ismael. En el 1010 fue la revuelta de Melo de Bari, en la cual participaron las ciudades Bari, Bitonto y Bitetto. Bari desde el año 1000 sufrió los tremendos asaltos de los Sarracenos: el más grave de ellos fue en el año 1002, un largo asedio del cual Bari fue liberada gracias a la intervención de la flota veneciana, guiada por el dogo Pedro Orseolo II. El dominio bizantino cesó en el 1071, año en el cual toma el poder Roberto Guiscardo dando inicio a la Conquista normanda de Italia Meridional. Conquistada por Normandos con Roberto Guiscard, Tarento llega a ser en el 1088 la capital de uno de los más vastos y más potentes dominios feudales del Reino de Sicilia: el Principado de Tarento. Siempre en consecuencia de la conquista normanda, fueron fundados en torno al 1055 el Condado de Lecce, donde nació el rey normando Tancredo de Hauteville. Los Normandos actuaron numerosas reformas políticas, organizando una eficaz monarquía feudal, y se ocuparon de la fortificación del territorio a través de la construcción de motte, o sea de terraplenes con una torre de avistamiento y defensa. 
En la Capitanata, asumen rápidamente importancia centros de nueva formación como San Severo y Foggia, nacidos después del año 1000 en consecuencia de la Conquista normanda de Italia Meridional. Foggia vivirá una primera fase de prosperidad cuando, bonificado su agro entre el XI y el XII siglo, recibe un notable impulso económico y social de Roberto Guiscardo y Guillermo I de Sicilia.

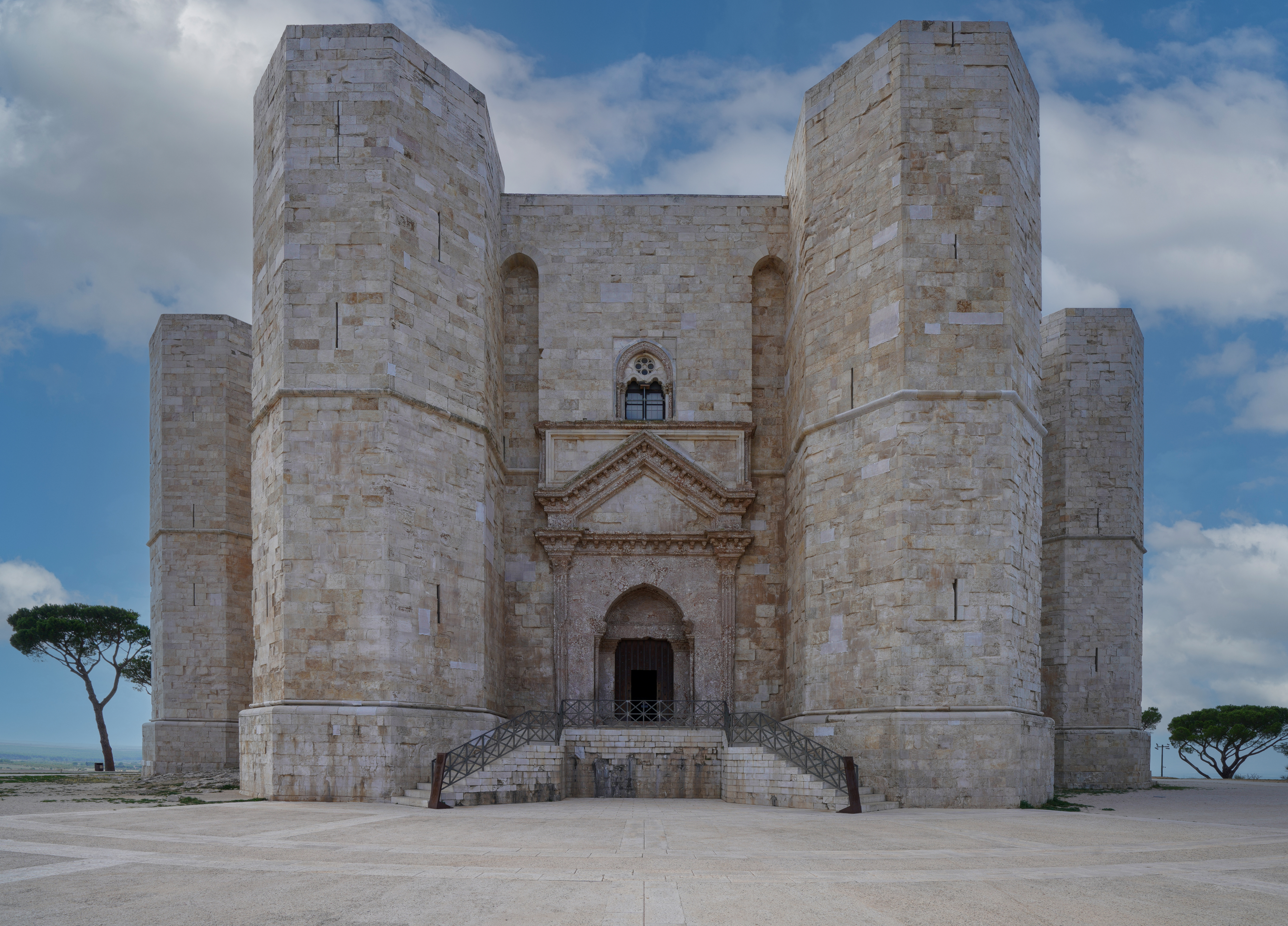
Castel del Monte, construido por el emperador Federico II entre 1240 y 1250 en Andría.

El 9 de mayo de 1087, arribaron a Bari las reliquias de San Nicolás de Mira. El Papa Urbano II, en 1089, visita la ciudad para consagrar la cripta de la basílica. En el mismo año, comenzó la construcción de la de San Nicolás que será terminada en 1197. El dominio normando sobre Bari fue funesto por las rebeliones y luchas que culminaron en 1156, cuando Guillermo II de Sicilia arrasó al suelo la ciudad, salvando solamente la Basílica de San Nicolás (Bari).
Con la extinción de la familia reinante normanda (Casa de Hauteville) y el sucesivo advenimiento de los Suabos (Casa de Hohenstaufen), Apulia conoce una importante reestructuración de las fortificaciones. Bari fue reconstruida y transcurre bajo Federico II de Hohenstaufen uno de los períodos más espléndidos de su historia. El advenimiento de Federico II fue fundamental también para el desarrollo de Foggia, declarada por el soberano como ínclita sede imperial.
Sin contar las primeras Cruzadas, Apulia y en particular el puerto de Brindisi, deviene el lugar principal de embarco hacia el Oriente para los numerosos caballeros y peregrinos hacia Tierra Santa.

## Edad Moderna
Al iniciarse la llamada Edad Moderna sufrió la invasión de los turcos del Imperio otomano que sitiaron y destruyeron a Otranto, tras esto pasó a estar bajo el protectorado del Imperio español, primero con la Casa de Habsburgo y luego con la Casa de Borbón, una línea de esta segunda casa luego constituyó el Reino de las Dos Sicilias de la cual Apulia fue uno de los territorios.
Durante las Guerras Napoleónicas a inicios del siglo XIX  la Apulia estuvo sometida al Imperio Napoleónico mientras sufría los ataques ingleses procedentes de las bases ubicadas en las Islas Jónicas.
A partir del Risorgimento o Unificación Italiana a fines del siglo XIX, más precisamente desde el año 1861 la Apulia dejó de ser una provincia del Reino de las Dos Sicilias y luego ha seguido prácticamente las mismas vicisitudes que las de toda la Italia unificada.

Una característica socioeconómica compartida con otras regiones del Mezzogiorno es que, pese a haber aportado una abundante emigración de trabajadores hacia Roma y las ciudades prósperas del Norte de Italia y las zonas más enriquecidas de Europa (Suiza, Francia, Luxemburgo, Inglaterra, Alemania etc.) eso no ha sido óbice para que se mantenga una relativamente alta densidad demográfica debido a la también relativamente -en relación con otras zonas de Italia y Europa- alta tasa demográfica.
- Datos: Q928289
- Multimedia: History of Apulia / Q928289